# Ana Belo
Ana da Costa da Silva Pinto Belo (12 de março de 1999) é uma taekwondista timorense.
Nos Jogos do Sudeste Asiático de 2017, Belo conquistou uma das três medalhas de bronze para Timor-Leste no taekwondo. E nos mesmos Jogos de 2019 ela conquistou a prata na categoria de peso até 46 quilos, enquanto permaneceu sem vencer nos Jogos Asiáticos de 2018.
Nos Jogos Olímpicos de Verão de 2024 de Paris, Belo competirá na categoria até 49 kg. Juntamente com o nadador Jolanio Guterres, foi porta-bandeira na cerimónia de abertura.